# Alassane Doumbia

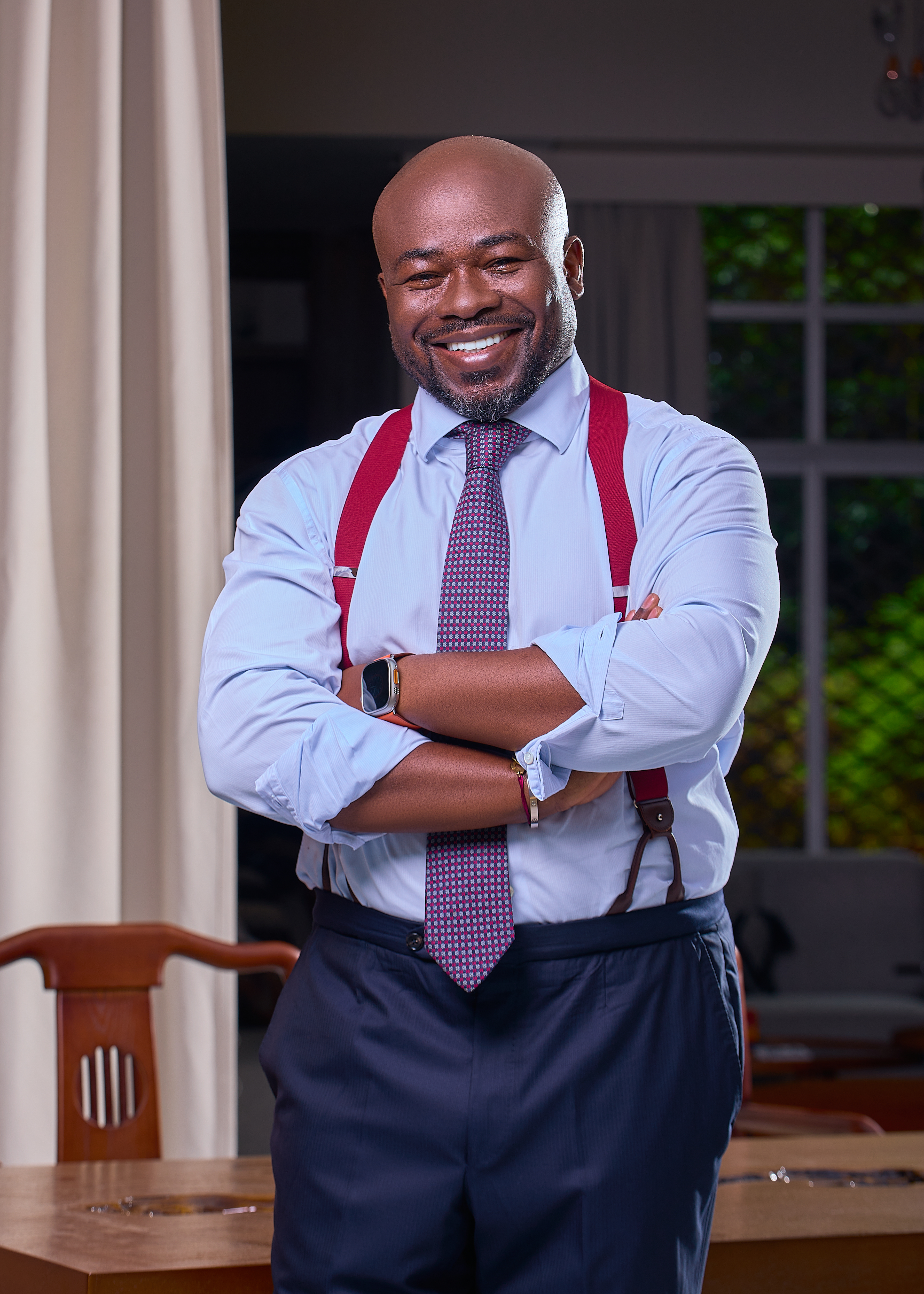
Alassane Doumbia - Président du Groupe SIFCA

Alassane Thierno Doumbia (né en 1976 à Dabou, près d'Abidjan) est un homme d'affaires ivoirien. Il dirige la SIFCA, groupe familial créé en 1964,  un des acteurs majeurs de l’économie ouest-africaine.

## Biographie

### Enfance
Alassane Doumbia est né en Côte d'Ivoire. Il est le fils adoptif de Yves Lambelin, industriel ivoirien d'origine française, qui a dirigé pendant trente ans le groupe Sifca.

### Carrière
Il dirige SIFCA le premier groupe agro-industriel de Côte d'Ivoire dont il détient 23% des parts,,,,,.
En 2015, il fait partie des cinq Ivoiriens figurant dans le Classement Choiseul des «100 leaders économiques africains de demain».
Alassane Doumbia dirige Sucrivoire depuis 2022.

## Distinction
Il est nommé Commandeur de l'ordre du mérite agricole ivoirien en 2015. 